# Ejby Sogn (Køge Kommune)
Ejby Sogn 

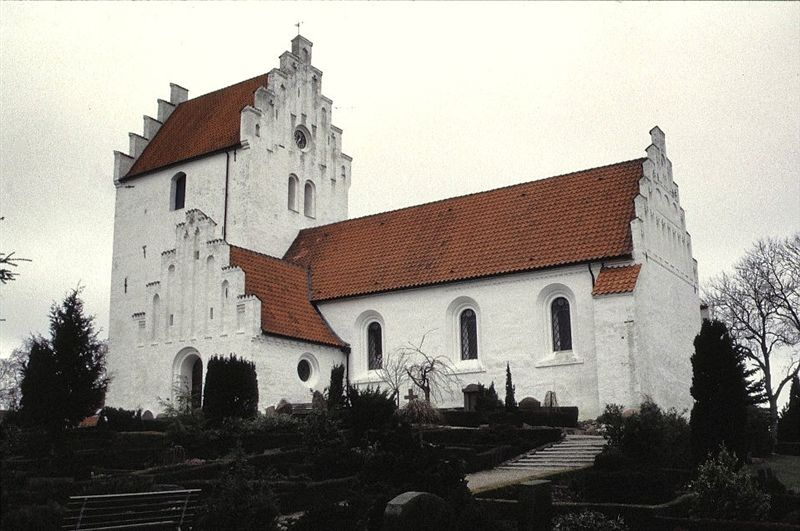
Ejby Kirke

ist eine Kirchspielsgemeinde (dän.: Sogn)
auf der Insel Sjælland im südlichen Dänemark.
Bis 1970 gehörte sie zur Harde Ramsø Herred im damaligen Københavns Amt (bis 1808: Roskilde Amt), danach zur Skovbo Kommune im „neuen“ Roskilde Amt, die im Zuge der  Kommunalreform zum 1. Januar 2007 in der Køge Kommune in der Region Sjælland aufgegangen ist.
Im Kirchspiel leben 3738 Einwohner, davon 3088 im Kirchdorf (Stand: 1. Januar 2023).
Im Kirchspiel liegt die Kirche „Ejby Kirke“.
Nachbargemeinden sind im Osten Højelse Sogn, im Süden Bjæverskov Sogn und im Westen Nørre Dalby Sogn und Borup Sogn sowie in der nördlich gelegenen Roskilde Kommune im Nordwesten Dåstrup Sogn und im Norden Ørsted Sogn.